# Самхарадзе Василь Володимирович
Василь Володимирович Самхарадзе (1911, село Цкалшаві, тепер Чіатурський муніципалітет, Грузія — ?) — грузинський радянський державний діяч, вибійник Чіатурського марганцевого рудника імені Сталіна, директор Чіатурського марганцевого рудника імені Кагановича. Делегат Надзвичайного VIII Всесоюзного з'їзду Рад. Депутат Верховної ради СРСР 1-го скликання.

## Життєпис
Народився в багатодітній бідній селянській родині. У восьмирічному віці втратив батька. У 1920 році три місяці навчався в Меревській сільській школі. Навчання не закінчив через відсутність коштів на оплату навчання. Потім чотири роки наймитував у заможного селянина Девідзе в селі Перевісі. У 1928 році вступив до комсомолу.
З 1928 року працював навальником Перевіського марганцевого рудника імені Сталіна біля Чіатури, потім вибійником Чіатурського марганцевого рудника імені Сталіна. Брав активну участь у стахановському русі: 14 жовтня 1935 року замість норми в 9 тонн за зміну видав 51 тонну марганцевої руди. Весною 1936 року, у зв'язку з 15-річчям встановлення радянської влади в Грузії, як один з ініціаторів стахановського руху, був учасником делегації представників Грузинської РСР, яку прийняв Сталін у Кремлі.
У 1936—1937 роках — інструктор стахановських методів роботи на Чіатурському марганцевому руднику № 25, завідувач другої дільниці Чіатурського марганцевого рудника імені Сталіна.
Кандидат у члени ВКП(б) з 1936 року.
З 1937 року — директор Чіатурського марганцевого рудника імені Кагановича.
Подальша доля невідома.

## Нагороди
- орден Леніна (22.03.1936)
- медалі